# Религија у Украјини
Религија у Украјини (укр. Релігія в Україні) има велико значење. Хришћанство је оставило врло велике трагове кроз дужи период посебно јер је средњовековни Кијев био велико хришћанско средиште словенског и европског света из којег се хришћанство ширило више од 4. века, посебно према североистоку Европе.

## Историја

### Покрштавање
Пре ширења хришћанства средњовековна Украјина је била дом многих паганских веровања старих Словена и придошлих Гота насељених на ширим украјинским просторима, а та веровања су, готово касније, потиснута у 10. веку односно након 988. године када је хришћанство прихваћено као службена религија Кијевске Русије. Након тог чина Украјина је у следећем раздобљу обележена великом традицијом хришћанске културе с великим бројем цркава, манастира и црквених просветитеља упоредо повезаних с Византијом.

### Од 14. до 17. века
Губитком независности у 14. веку, Украјина се у великој мери сусреће с католицизмом, прихвата у 16. веку надлежност Рима, али задржава византску традицију служења црквеног обреда. Тада је створена Унијатска црква (Гркокатоличка црква) којој су се опирали украјински козаци јер су сматрали да ће се на тај начин извршити велика асимилација украјинског племства које је све више учествовало у пољским политичким збивањима. У 17. веку Украјина и Русија стварају својеврсну коалицију, и кроз следећих два века стварају својеврсну симбиозу Украјинске и Руске православне цркве која се из политичких разлога коначно показала погубном за независност Украјинске православне цркве.

### Раслојавање
Вишеструко сложени политички и колонијални притисци руских царева према Украјинској националној цркви на прелазу с 18. на 19. век довели су до раскола црквених заједница и ограђивања украјинског народа од службене цркве што је оставило велике последице на јединство Украјинске цркве, а затим је у 20. веку створена и независна Украјинска аутокефална православна црква. Сви поступци довели су до тога да данас у Украјини постоје 4 јаке цркве: Украјинска православна црква Кијевског патријархата, Украјинска православна црква Московског патријархата, Украјинска аутокефална (независна) православна црква и Украјинска гркокатоличка црква. Последње две цркве сматрају се аутентичним украјинским црквама које су задржале традиционални елемент украјинске националне цркве.

### Од времена Совјетског Савеза до данас
У Совјетском Савезу Украјина се суочила с великим притиском атеистичких уверења што се одразило на целу популацију, посебно у југоисточној Украјини. Државна истраживања Разумковог центра из 2003. указују да религијска уверења има 75,2% украјинских грађана, док 21,9% није религиозно и сматрају сд атеистима. Око 37,4% украјинских верника различитих вероисповести редовно практикује верске обичаје.
Према службеним подацима из 2011. године у Украјини је регистрирано 33.977 цркава и религијских организација. Преко 97% регистрираних верских заједница у Украјини су хришћанске, а око половина њих је православне традиције. Друга половина је подељена између католика и протестаната (мањи број). Према неслужбеној дефиницији традиционалним украјинским црквама припадају оне православног, гркокатоличког и римокатоличког статуса, затим Јерменска религијска заједница, и до једне мере лутерани, калвинисти (реформатори), баптисти, пентекосталци и адвентисти.
Украјинска православна црква Московског патријархата има 12.251 регистрованих верских јединица. Ознака Московски патријархат није службени назив те цркве већ се неслужбено наводи означавајући тиме специфичан историјски статус у односу на Руску православну цркву. С 4.508 регистрованих верских јединица, друга по реду је Украјинска православна црква Кијевског патријархата. Према последњим истраживањима, ова црква окупља највећи број верника у Украјини. Трећа по величини је Украјинска аутокефална православна црква с 1.227 регистрованих верских јединица.
Уз православне цркве, водећу цркву у Украјини представља Украјинска гркокатоличка црква с 3.825 регистрованих верских јединица. У том црквеном огранку регистровано је 2.424 свештеника. Украјинска римокатоличка црква има 1.081 регистрованих верских јединица (од тога 909 жупа) и 579 регистрованих свештеника. У Украјини делује 2.705 регистрованих верских јединица протестантског усмерења односно 1.595 оних с евангеличким усмерењем. У битно мањем броју у Украјини делују и друге верске заједнице, између осталих и оне јеврејског, исламског и будистичког уверења.

## Религијска уверења
| Религија                                                 | Разумков центар 2000.                | Разумков центар 2001.                | Разумков центар 2004.                |
| Религијска уверења – Разумков центар                     | Религијска уверења – Разумков центар | Религијска уверења – Разумков центар | Религијска уверења – Разумков центар |
| -------------------------------------------------------- | ------------------------------------ | ------------------------------------ | ------------------------------------ |
| 1. Православље                                           | 66%                                  | 49,3%                                | 45,7%                                |
| 1.1 Не признаје патријархат                              | 38,8%                                | 20,7%                                | 16%                                  |
| 1.2 Украјинска православна црква Кијевског патријархата  | 14,4%                                | 18,9%                                | 19%                                  |
| 1.3 Украјинска православна црква Московског патријархата | 10,8%                                | 8,5%                                 | 9%                                   |
| 1.4 Украјинска аутокефална православна црква             | 2,0%                                 | 1,2%                                 | 1,7%                                 |
| 2. Католицизам                                           | 13%                                  | 6,1%                                 | > 6%                                 |
| 2.1 Украјинска гркокатоличка црква                       | 12,3%                                | 5,5%                                 | 6%                                   |
| 2.2 Украјинска римокатоличка црква                       | 0,7%                                 | 0,6%                                 | < 0,5%                               |
| 3. Ислам                                                 | 0,8%                                 | < 0,5%                               | < 0,5%                               |
| 4. Јудаизам                                              | < 0,4%                               | < 0,4%                               | < 0,4%                               |
| Остала уверења (атеизам, протестантизам)                 | 19,8%                                | 44,6%                                | 48,3%                                |
| Религија                                                 | Разумков центар 2000.                | Разумков центар 2001.                | Разумков центар 2004.                |

## Галерија
- Ширење хришћанства у Европи и на Средоземљу
- Европа у доба великог раскола 1054. године
- Религија у Европи, на Средоземљу и на Блиском истоку 1100. године
- Религије у Европи 1560. године